# Saint-Aubin-des-Landes
Saint-Aubin-des-Landes (bret. Sant-Albin-al-Lann) – miejscowość i gmina we Francji, w regionie Bretania, w departamencie Ille-et-Vilaine.
Według danych na rok 1990 gminę zamieszkiwały 723 osoby, a gęstość zaludnienia wynosiła 70 osób/km² (wśród 1269 gmin Bretanii Saint-Aubin-des-Landes plasuje się na 709. miejscu pod względem liczby ludności, natomiast pod względem powierzchni na miejscu 823.).